# Urshu
Urshu, Warsuwa o Urshum fue una ciudad-estado hurrita-amorita en el sur de Turquía, probablemente ubicada en la orilla oeste del Éufrates, y al norte de Karkemish.

## Historia
Urshu fue una ciudad comercial gobernada por un Señor (En). Era un aliado de Ebla, y aparece en las tablillas de Ebla como Ursa'um. Más tarde fue mencionado en las inscripciones de Gudea (c. 2144-2124 a. C., según la cronología media) como una ciudad donde era posibile adquirir resinas de madera. Una antigua carta asiria que data del siglo XIX a. C. da cuenta de la existencia de un templo del dios Assur en Urshu.
A principios del siglo XVIII a. C., Urshu se alió con Yamkhad contra Yahdun-Lim de Mari. Las relaciones con Asiria también se volvieron tensas, y los hombres de Urshu fueron convocados por Yapah-Adad y su Habiru para atacar las tierras de Shamshiadad I de Asiria. Los textos de Mari mencionan un conflicto entre Urshu y Karkemish: las tribus de Upra-peans y Ra-beans atacaron Urshu a través del territorio de Karkemish, lo que causó que Urshu atacara un contingente de tropas y civiles karkemishanos que avanzaban a lo largo de la orilla del Éufrates.
Más tarde, Urshu se convirtió en un rival económico de Yamkhad y entabló una alianza con Qatna y Shamshiadad I para atacar al gobernante de Yamkhad Sumu-Epuh  (c.1810-1780 a. C.). La muerte de Shamshiadad y el ascenso de Yarim-Lim I de Yamkhad pusieron fin a esta rivalidad, ya que Yamkhad fue elevado a la categoría de Gran Reino y se le otorgó autoridad directa sobre el norte, el oeste y el este de Siria, dejando a Urshu bajo su esfera de influencia sin anexarla. Las tablillas de Mari mencionan algunos reyes de Urshu que datan de esta época, incluidos Shennam y Atrusipti, que visitaron Mari en el duodécimo año de reinado de Zimri-Lim.

## Conquista hitita
El rey hitita Hattusili I atacó a Urshu en su segundo año de reinado, sitiando la ciudad durante seis meses. El rey hitita tenía 80 carros y llevó a cabo sus operaciones desde la ciudad de Lawazantiya (ubicada en el moderno distrito de Elbistan, provincia de Kahramanmaraş) en las laderas de los montes Tauro, al este de Cilicia.
A pesar de recibir ayuda de Yamkhad y Karkemish, Urshu fue quemada y destruida; sus tierras fueron saqueadas y el botín llevado a la capital hitita Hattusa.
La historia de Urshu después de la conquista es ambigua. En el siglo XV a. C. aparece en las Tablas de Alalakh como «Uris» o «Uressi», y se menciona «Urussa» en el tratado entre los hititas Tudhaliya II y Sunassura II de Kizzuwadna como parte del territorio de este último. La ciudad volvió a formar parte del imperio hitita y fue mencionada por última vez en registros que datan de los períodos finales de ese imperio.